# Can Figaric
Can Figaric és una casa de la Cellera de Ter (Selva) inclosa a l'Inventari del Patrimoni Arquitectònic de Catalunya.

## Descripció
Es tracta d'un immoble que consta de planta baixa i dos pisos superiors, cobert amb una teulada a una sola aigua de vessant a lateral i amb un ràfec d'una filera de rajola en punta de diamant. Pel que fa al seu emplacament, aquest està ubicat a la dreta del carrer Figaric.
La planta baixa alberga tres obertures de les quals destaca especialment el gran portal adovellat d'arc de mig punt amb unes dovelles de grans dimensions molt ben escairades. La clau de la volta conté un escut, en baix relleu, en el qual es llegeix: "IHS MRA / 1565", i a sota de la data unes aus i uns petits motius circulars.
Paral·lelament, en aquest mateix sector trobem una finestra rectangular amb llinda monolítica i muntants de pedra i una gran obertura rectangular, que actua com a garatge, sostentada per una gran llinda de fusta.
Pel que fa al primer pis o planta noble, aquest contempla tres obertures les quals responen a dues tipologies diferents. A la part central tenim una finestra amb permòduls i muntants de pedra, flanquejada per dues obertures rectangulars amb llinda monolítica conformant un arc pla i muntants de pedra ben escairats. Ara bé, difereixen en certs aspectes: així la que està ubicada sobre el portal adovellat, en la llinda s'observa el típic motiu ornamental triangular de caràcter floral i a sota trobem la solució que consisteix en disposar dos blocs de pedra com a mesura de reforç en la sostentació de la pesant finestra. A més a més, aquesta és sensiblement major en comparació a la seva homònima ubicada sobre el garatge.
El segon pis es troba projectat en la façana amb una simple finestra equipada amb llinda de fusta, disposada a biaix, i muntants a base de còdols i blocs de pedra sense desbastar.
El material preponderant, ja que monopolitza tot l'espai físic de la façana, són els còdols de riu sense desbastar i treballar, a excepció de les obertures on es localitza la pedra sorrenca.

## Història
En origen Can Figaric es tractava d'un immoble molt més gran, amb una coberta a dues aigües de vessants a laterals. Però posteriorment es van dur a terme una sèrie d'intervencions, en diferents moments històrics, que van repercutir profundament en l'edifici: en primer lloc, es va partir l'immoble original, confeccionant dos habitatges independents. En segon lloc, un cop migpartit l'immoble, posteriorment es va procedir a l'ampliació de Can Figaric i que es va traduir en el que avui seria el garatge i la finestra ubicada sobre d'aquest. Aquesta ampliació queda corroborada per la pervivència dels blocs cantoners originals, que testimonien la silueta primigènia que havia tingut l'immoble abans de l'ampliació.
Can Figaric deu el seu nom a la família Figaric, documentada ja al segle xiii.